# Tomohiro Inoue
Tomohiro Inoue (ur. 17 lipca 1987) – japoński zapaśnik w stylu klasycznym. Olimpijczyk z Rio de Janeiro 2016, gdzie zajął piąte miejsce w kategorii 66 kg.
Zajął dwunaste miejsce na mistrzostwach świata w 2018. Brązowy medalista mistrzostw Azji w 2013 i 2018 roku.